# 国立三瓶青少年交流の家
国立三瓶青少年交流の家（こくりつさんべせいしょうねんこうりゅうのいえ）は、島根県大田市の大山隠岐国立公園内にある三瓶山の山麓にある独立行政法人国立青少年教育振興機構が運営する国立青少年交流の家の一つである。

## 概要
1976年5月10日に地域の青少年教育の中核施設として、青年の家としては最後である13番目の施設として文部省附属施設として設置され、同年11月14日に開所した。2001年4月1日に「独立行政法人 国立青年の家」に移行し、当施設は「独立行政法人 国立青年の家 国立三瓶青年の家」と改称。2006年4月に、独立行政法人国立オリンピック記念青少年総合センター・独立行政法人国立青年の家・独立行政法人国立少年自然の家が統合して「独立行政法人 国立青少年教育振興機構」が発足した。この法人統合により、名称を「国立三瓶青少年交流の家」と改称した。春は山桜やコブシ・ケヤキ、夏はエゴノキ・クヌギ、秋はコナラ・オニグルミ、冬は赤松や黒松・杉などの広葉樹林が当施設から見ることができることから「グリーンシャワー三瓶」とキャッチフレーズを2009年に作成した。三瓶山に住む動物の牛がモデルである「べえくん」というマスコットキャラクターが製作されている。またべえくんの名前の由来は三瓶のべと牛の方言であるベコのベから取ったものである。
近隣には島根県立三瓶自然館サヒメル、三瓶木工館、さんべ縄文の森ミュージアムなどの連携施設がある。